# Павловка (Чертковский район)
Па́вловка — хутор в Чертковском районе Ростовской области. Входит в состав Ольховчанского сельского поселения. 
Население — 498 человек (на 1 января 2012 года).

## Население
| 2010 |
| ---- |
| 523  |

## Улицы
| - ул. Береговая, - ул. Заветная, - ул. Заречная, - ул. Комсомольская, - ул. Молодёжная, | - ул. Новопокровская, - ул. Партизанская, - ул. Подгорная, - ул. Цыбулевская, - ул. Южная. |